# Hygrophoraceae
Famille
Les Hygrophoraceae constituent une famille de champignons basidiomycètes, surtout caractérisée par la longueur relative de ses basides, du Clade III Hygrophoroïde de l'ordre des Agaricales.

## Caractères macroscopiques
Lames bien distinctes, souvent épaisses et espacées, souvent décurrentes, plutôt épaisses, amincies sur l'arête, au toucher un peu gras, dit « cireux ». Chapeau et stipe de couleurs assez vives (notamment le genre Hygrocybe) et texture plutôt aqueuse (d'où le nom « hygrophore » (porteur d'eau), les revêtements étant généralement visqueux. Réactions chimiques négatives, sauf quelque jaunissement > brunissement aux bases fortes.

De récentes études phylogéniques modifient le classement linnéen,,.

## Position des Hygrophoraceae
- - Clade des Athéloïdes
  - Boletales, Clade des Bolets
  - Agaricales, Clade des Euagarics
    - Clade I Plicaturopsidoïde
      - Clade II Pluteoïde
      - Clade III Hygrophoroïde
        - Typhulaceae
        - Pterulaceae
          - Hygrophoraceae
            - Camarophyllus sp.
              - Ampulloclitocybe
                - Pseudoarmilliarella
                  - Lichenomphalia
                    - Gliophorus

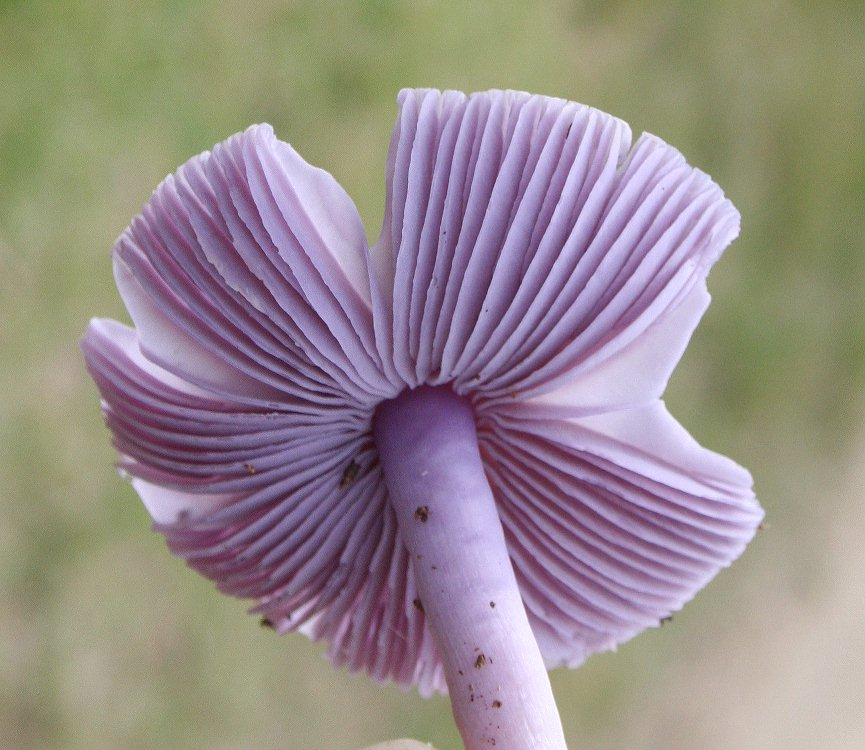
Humidicutis lewelliniae.

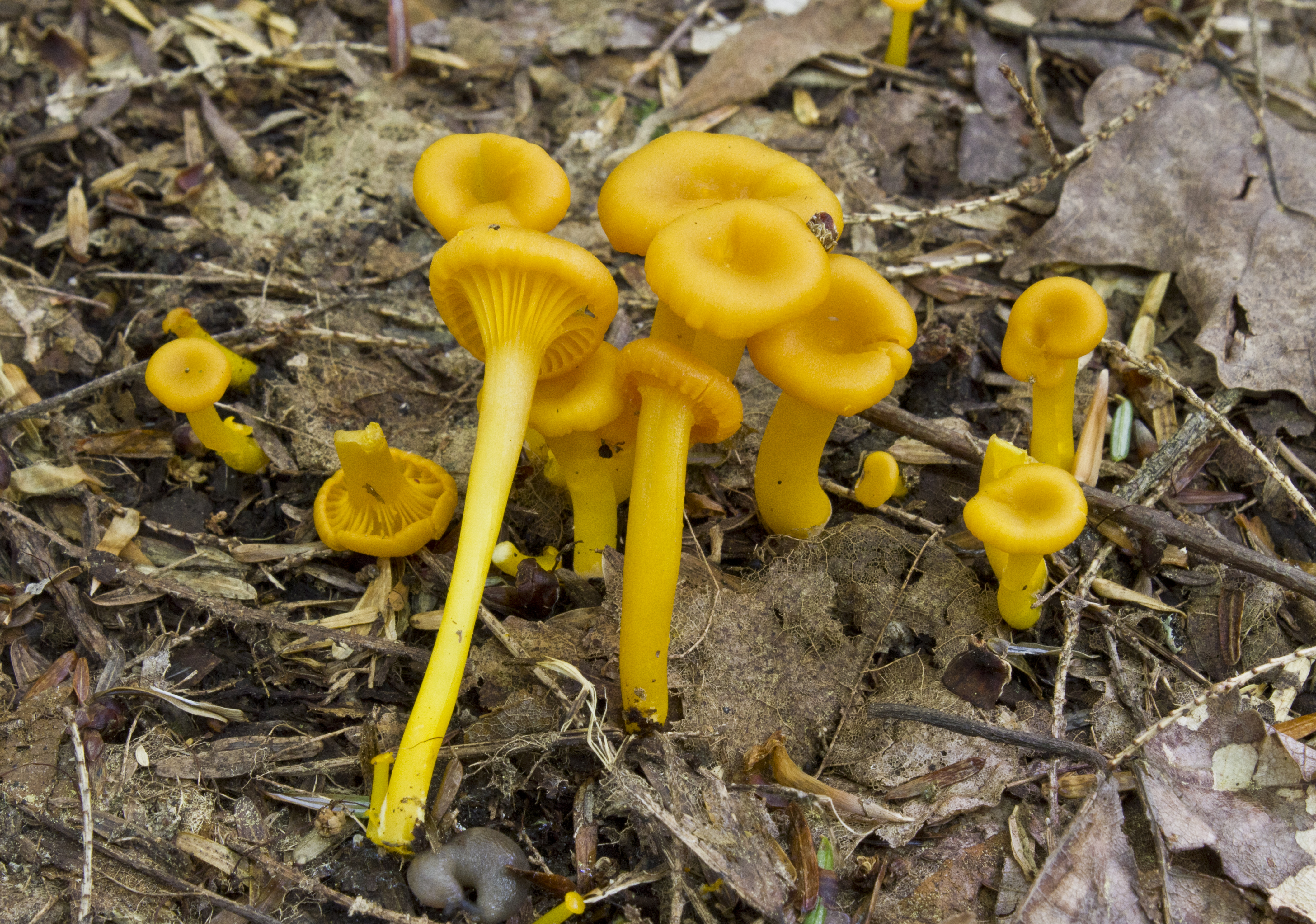
Hygrocybe nitida, présente une confusion possible avec Craterellus tubaeformis.

                      - Hygrophorus auratocephalus

                    - Hygrophorus eburneus
                      - Hygrophorus flavodiscus
                        - Hygrophorus sordidus
                          - Hygrophorus sp.

                    - Chromosera
                    - Chrisomphalina sp.
                    - Hygrocybe coccinea
                      - Hygrocybe miniata
                        - Hygrocybe cantharellus

                      - Hygrocybe conica
                        - Hygrocybe sp.

      - Clade IV Marasmioïde
      - Clade V Tricholomatoïde
      - Clade VI Agaricoïde

## Liste des genres linnéens

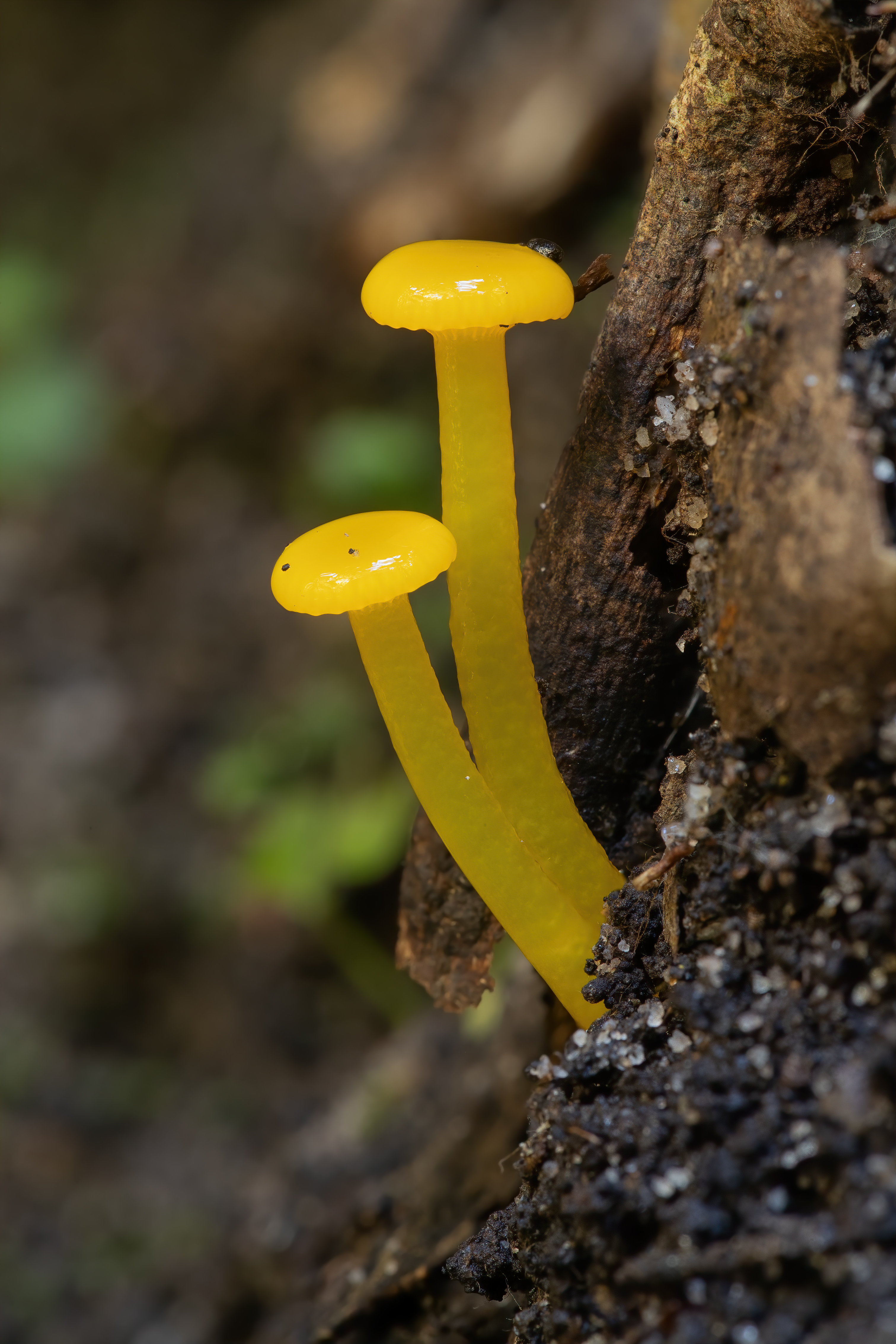
Sporophores de Gliophorus chromolimoneus, champignon de la famille Hygrophoraceae.

La famille comprend onze genres d'après Biolib et IndexFungorum :
- Cuphophyllus
- Gliophorus
- Godfrinia
- Humidicutis
- Hydrophorus
- Hygrocybe
- Hygrophorus qui est le genre type
- Hygrotrama
- Limacium
- Neohygrocybe
- Neohygrophorus
- Pseudohygrocybe